# Jean Gaspard Pascal René
Jean Gaspard Pascal René (ur. 20 czerwca 1768 w Montpellier, zm. 29 czerwca 1808 w La Carolina) – francuski generał z okresu napoleońskiego, który schwytany przez hiszpańskich partyzantów, był przez nich torturowany i w okrutny sposób zamordowany.

## Życiorys
Syn profesora medycyny, Jean Gaspard Pascal René, został powołany na stopień podporucznika w pułku Akwitanii w styczniu 1792 roku. Sześć miesięcy później został awansowany na porucznika i służył w Armii Alp. W 1793 roku wziął udział w oblężeniu Tulonu otrzymując później awans na kapitana. Następnie został skierowany do Armii Pirenejów Wschodnich, a na początku 1795 roku brał udział w oblężeniu Roses, gdzie został ranny w wyniku karabinowego strzału.
Kiedy Armia Pirenejów Wschodnich została w większości wysłana do Armii Italii, René wyruszył z nią i brał udział w kampaniach we Włoszech w latach 1796–1797. W styczniu 1797 roku walczył w bitwie pod Rivoli, gdzie wyróżnił się przyjmując kapitulację 1800 austriackich żołnierzy. W uznaniu tego osiągnięcia otrzymał szablę honorową.
Następnie René trafił na krótko do Armii Helwecji w 1798 roku, zanim wstąpił do Armii Wschodu. Wziął udział w wyprawie Napoleona do Egiptu, walczył na Malcie i pod Aleksandrią, zanim został przeniesiony do sztabu generalnego. W listopadzie René awansował na chef d’escadron, a potem wziął udział w wyprawie do Syrii. Następnie brał udział w oblężeniu Akki i bitwie pod Abukirem, gdzie został poparzony w wyniku eksplozji. We wrześniu 1799 roku uzyskał awans na szefa brygady, a następnie w kwietniu 1800 roku wziął udział w negocjacjach o poddanie się Kairu. Generał Jean-Baptiste Kléber zaoferował René jako zakładnika powstańców podczas negocjacji i przeżył ten czas bez szwanku. W 1801 roku René został mianowany szefem sztabu Armii Wschodu, a następnie awansowany na generała brygady przed kapitulacją Francuzów w Egipcie.
Po powrocie do Francji generał René został przydzielony do 9., a następnie 13. dywizji. W 1804 roku został mianowany Komandorem Legii Honorowej, a gdy w 1805 roku zawiązała się III koalicja antyfrancuska został przydzielony do sztabu generalnego marszałka Berthiera. Podczas kampanii przeciwko Austrii René został mianowany dowódcą francuskich oddziałów w Augsburgu. W następnym roku, gdy Wielka Armia wyruszyła na kampanię przeciwko Prusom, został mianowany dowódcą wojsk w Poczdamie, a następnie w Lipsku.

## Śmierć
Po zawarciu pokoju w Tylży w lipcu 1807 roku, generał Jean Gaspard Pascal René został przydzielony do II Korpusu. W 1808 roku został uhonorowany tytułem barona cesarstwa i kawalerem Orderu Wojskowego Maksymiliana Józefa. Wysłany do Hiszpanii, by służyć w II Korpusie, generał René podróżował przez Andaluzję, kiedy został schwytany przez hiszpańskich guerrilleros podczas wojny na Półwyspie Iberyjskim. Pomimo jego wysokiej rangi i możliwości wymiany, partyzanci torturowali go, a następnie wrzucili do kotła z gorącym olejem.